# Nationalliga A (1985/1986)
Nationalliga A (1985/1986) – 89. edycja najwyższej piłkarskiej klasy rozgrywkowej w  Szwajcarii. W rozgrywkach wzięło udział szesnaście drużyn. Mistrzowski tytuł wywalczyła drużyna BSC Young Boys. Królem strzelców ligi został Steen Thychosen z FC Lausanne-Sport, który zdobył 21 goli.

## Drużyny
| Uczestnicy poprzedniej edycji                                                                                 | Uczestnicy poprzedniej edycji | Uczestnicy poprzedniej edycji | Uczestnicy poprzedniej edycji |
| --- | ----------------------------- | ----------------------------- | ----------------------------- |
| YBO | BSC Young Boys                | 1                             |                               |
| NEU | Neuchâtel Xamax               | 2                             |                               |
| LUZ | FC Luzern                     | 3                             |                               |
| ZUR | FC Zürich                     | 4                             |                               |
| GRA | Grasshopper Club Zurych       | 5                             |                               |
| LAU | FC Lausanne-Sport             | 6                             |                               |
| AAR | FC Aarau                      | 7                             |                               |
| SIO | FC Sion                       | 8                             |                               |
| SER | Servette FC                   | 9                             |                               |
| BAS | FC Basel                      | 10                            |                               |
| GAL | FC Sankt Gallen               | 11                            |                               |
| WET | FC Wettingen                  | 12                            |                               |
| LCF | FC La Chaux-de-Fonds          | 13                            |                               |
| VEV | Vevey Sports                  | 14                            |                               |
| Awans z Nationalligi B (1984/1985)                                                                            |                               |                               |                               |
| GRE | FC Grenchen                   | 1                             |                               |
| BAD | FC Baden                      | 2                             |                               |
| Oznaczenia: - kolumna pierwsza – skróty nazw drużyn, - kolumna trzecia – miejsce zajęte w poprzednim sezonie. |                               |                               |                               |

Po poprzednim sezonie spadły: Zug 94 i FC Winterthur.

## Rozgrywki

### Tabela
| Lp. | Drużyna                 | M  | Z  | R  | P  | Bramki | Bramki | Różn. | Pkt | Uwagi                                   |
| --- | ----------------------- | -- | -- | -- | -- | ------ | ------ | ----- | --- | --------------------------------------- |
| 1   | BSC Young Boys          | 30 | 18 | 8  | 4  | 72     | 28     | +44   | 44  | Puchar Europy • I runda                 |
| 2   | Neuchâtel Xamax         | 30 | 18 | 6  | 6  | 78     | 32     | +46   | 42  | Puchar UEFA • 1/32 finału               |
| 3   | FC Luzern               | 30 | 16 | 9  | 5  | 56     | 39     | +17   | 41  | Puchar UEFA • 1/32 finału               |
| 4   | FC Zürich               | 30 | 15 | 9  | 6  | 64     | 43     | +21   | 39  |                                         |
| 5   | Grasshopper Club Zurych | 30 | 15 | 8  | 7  | 64     | 32     | +32   | 38  |                                         |
| 6   | FC Lausanne-Sport       | 30 | 13 | 9  | 8  | 59     | 50     | +9    | 35  |                                         |
| 7   | FC Aarau                | 30 | 14 | 6  | 10 | 62     | 47     | +15   | 34  |                                         |
| 8   | FC Sion                 | 30 | 14 | 5  | 11 | 54     | 39     | +15   | 33  | Puchar Zdobywców Pucharów • 1/16 finału |
| 9   | Servette FC             | 30 | 14 | 3  | 13 | 49     | 50     | −1    | 31  |                                         |
| 10  | FC Basel                | 30 | 10 | 10 | 10 | 44     | 40     | +4    | 30  |                                         |
| 11  | FC Sankt Gallen         | 30 | 12 | 6  | 12 | 48     | 46     | +2    | 30  |                                         |
| 12  | FC Wettingen            | 28 | 8  | 8  | 12 | 35     | 42     | −7    | 24  |                                         |
| 13  | FC La Chaux-de-Fonds    | 30 | 3  | 12 | 15 | 24     | 61     | −37   | 18  |                                         |
| 14  | Vevey Sports            | 30 | 6  | 5  | 19 | 36     | 76     | −40   | 17  |                                         |
| 15  | FC Grenchen (S)         | 30 | 5  | 6  | 19 | 33     | 81     | −48   | 16  | Spadek do Nationalliga B                |
| 16  | FC Baden (S)            | 30 | 1  | 6  | 23 | 14     | 86     | −72   | 8   | Spadek do Nationalliga B                |

## Najlepsi strzelcy
21 bramek
- Steen Thychosen (FC Lausanne-Sport)

20 bramek
- Lars Lunde (BSC Young Boys)

18 bramek
- Jean-Paul Brigger (FC Sion)

17 bramek
- Dominique Cina (FC Sion)

16 bramek
- Robert Lüthi (Neuchâtel Xamax)
- Christian Matthey (Grasshopper Club Zurych)

15 bramek
- Sigurður Grétarsson (FC Luzern)
- Dario Zuffi (BSC Young Boys)

14 bramek
- Erni Maissen (FC Basel)
- Wynton Rufer (FC Zürich)